# Полажинець Василь Васильович
Васи́ль Васи́льович Полажине́ць — лейтенант Збройних сил України, учасник російсько-української війни.

## З життєпису
Випускник Мукачівського ліцею. Перебував на борту літака Костянтина Могилка 6 червня 2014 року. Виконуючи наказ командира, зумів вистрибнути з парашутом і врятуватися.

## Нагороди
20 червня 2014 року — за особисту мужність і героїзм, виявлені у захисті державного суверенітету та територіальної цілісності України, вірність військовій присязі під час російсько-української війни, відзначений — нагороджений орденом «За мужність» III ступеня.